# Adam Pacześny
Adam Pacześny (ur. 11 kwietnia 1990) – polski piłkarz ręczny, obrotowy, od 2013 zawodnik Piotrkowianina Piotrków Trybunalski.
Wychowanek Wolsztyniaka Wolsztyn. W latach 2006–2009 zawodnik SMS-u Gdańsk, w którego barwach grał w I lidze. W latach 2009–2013 występował w MMTS-ie Kwidzyn. W sezonie 2009/2010, w którym rozegrał w Ekstraklasie 11 meczów i rzucił 14 bramek, wywalczył z nim srebrny medal mistrzostw Polski, a także zajął 2. miejsce w Challenge Cup (w dwumeczu finałowym nie wystąpił). Z MMTS-em zdobył ponadto dwa brązowe medale mistrzostw Polski (2010/2011 i 2012/2013).
W 2013 został zawodnikiem Piotrkowianina Piotrków Trybunalski. W sezonie 2013/2014 występował z nim w Superlidze (28 meczów i 36 goli), w latach 2014–2016 w I lidze (51 spotkań i 178 bramek), a od 2016 ponownie w Superlidze. W sezonie 2016/2017 rozegrał 26 meczów i zdobył 71 goli. W sezonie 2017/2018 wystąpił w 25 spotkaniach, w których rzucił 55 bramek. W sezonie 2018/2019 rozegrał 27 meczów i zdobył 56 goli.
W 2007 uczestniczył w mistrzostwach świata U-19 w Bahrajnie, podczas których wystąpił w meczu z Marokiem U-19, w którym rzucił jedną bramkę. W 2009 wziął udział w otwartych mistrzostwach Europy U-19 w Göteborgu, w których rozegrał osiem meczów i zdobył 16 goli.
W listopadzie 2012 rozegrał dwa mecze w reprezentacji Polski B.